# Tony Ressler
Antony P. Ressler (12 de outubro de 1960) é um bilionário magnata americano de private equity e capitalista de risco. Ele co-fundou as firmas de private equity, Apollo Global Management em 1990 e a Ares Management em 1997. O principal fundador de ambas as firmas é o cunhado de Ressler, Leon Black. 
Ressler é o proprietário majoritário e controlador do Atlanta Hawks. Seu grupo comprou a equipe em junho de 2015 por um valor estimado de $ 730 milhões - $ 850 milhões.

## Biografia
Nascido em 1960 em uma família judia, Tony era um dos cinco filhos de Dorothy e Ira Ressler. Seu pai era advogado e veterano da Segunda Guerra Mundial. Ressler recebeu um BSFS da Escola de Serviço Estrangeiro da Universidade de Georgetown. Após a universidade, ele trabalhou na Drexel Burnham Lambert eventualmente alcançando o posto de vice-presidente sênior no departamento de títulos de alto rendimento com responsabilidade pela nova mesa de emissão / sindicato.
Em 1990, na esteira do colapso do Drexel Burnham Lambert, ele co-fundou a empresa de private equity Apollo Global Management junto com Leon Black, diretor administrativo da Drexel, chefe do Grupo de Fusões e Aquisições e co-diretor do Departamento de Finanças Corporativas, John Hannan, ex-diretor de finanças internacionais da Drexel, Craig Cogut, advogado que trabalhou na divisão de alto rendimento da Drexel em Los Angeles, Arthur Bilger, ex-chefe do departamento de finanças corporativas da Drexel e Marc Rowan, Josh Harris e Michael Gross, todos os quais trabalharam para Black no departamento de fusões e aquisições. Em 1997, ele co-fundou a Ares Management com os ex-colegas de trabalho da Apollo Global Management, John H. Kissick e Bennett Rosenthal, que se juntaram ao grupo vindo do grupo financeiro global, Merrill Lynch.
Em 2005, ele pertencia a um grupo de investimentos que fez uma oferta bem-sucedida liderada por Mark Attanasio para comprar o Milwaukee Brewers da Major League Baseball.
Em 2015, Ressler formou um grupo que inclui o ex-jogador da NBA, Grant Hill, Sara Blakely, Jesse Itzler, Steven Price e Rick Schnall, para comprar o Atlanta Hawks da National Basketball Association.

## Filantropia
Ressler atua como membro do Comitê Executivo do Conselho de Administração do Cedars-Sinai Medical Center, como Presidente de Finanças e membro do Comitê Executivo do Museu de Arte de Los Angeles, como membro do conselho da Campbell Hall Episcopal School em Studio City, Califórnia, é um dos membros fundadores do conselho e presidente de finanças do Painted Turtle Camp. Ressler também apoia fortemente os veteranos militares por meio do trabalho da The Greatest Generations Foundation.

## Vida pessoal
Em 16 de junho de 1989, ele se casou com a atriz Jami Gertz. Eles têm três filhos: Oliver Jordan Ressler (nascido em 1992), Nicholas Simon Ressler (nascido em 1995) e Theo Ressler (nascido em 1998). A escola Gertz-Ressler High Academy, leva o nome do casal. Eles são membros do Templo Wilshire Boulevard.
Sua irmã, a produtora da Broadway, Debra Ressler, é casada com o co-fundador da Apollo, Leon Black. Seu irmão, Richard Ressler, é o diretor e fundador da CIM Investment Management.